# Bourré
Bourré ist eine Ortschaft und eine ehemalige französische Gemeinde mit 593 Einwohnern (Stand: 1. Januar 2022) im Département Loir-et-Cher in der Region Centre-Val de Loire. Sie gehörte zum Arrondissement Blois und zum Kanton Montrichard. 
Mit Wirkung vom 1. Januar 2016 wurden die bisher eigenständige Gemeinden Montrichard und Bourré zu einer Commune nouvelle  mit dem Namen Montrichard Val de Cher zusammengelegt und haben in der neuen Gemeinde den Status einer Commune déléguée. Der Verwaltungssitz befindet sich im Ort Montrichard.

## Geographie
Bourré liegt etwa 24 Kilometer südsüdwestlich von Blois am Fluss Cher zwischen den Städten Tours und Vierzon.

## Bevölkerungsentwicklung
| Jahr                       | 1962 | 1968 | 1975 | 1982 | 1990 | 1999 | 2008 | 2013 |
| -------------------------- | ---- | ---- | ---- | ---- | ---- | ---- | ---- | ---- |
| Einwohner                  | 1025 | 1096 | 1099 | 972  | 832  | 674  | 752  | 676  |
| Quellen: Cassini und INSEE |      |      |      |      |      |      |      |      |

## Sehenswürdigkeiten

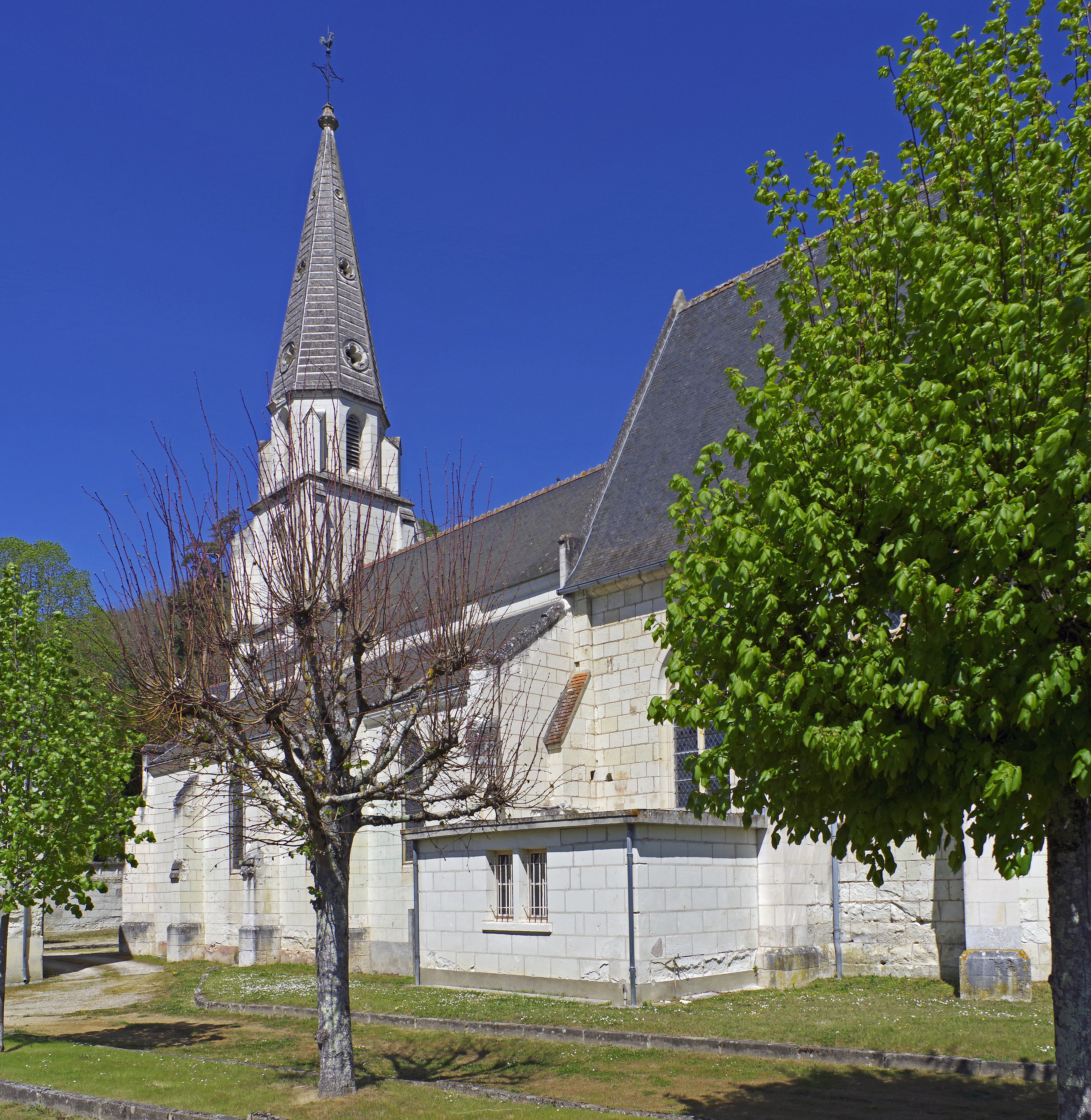
Kirche Saint-Germain
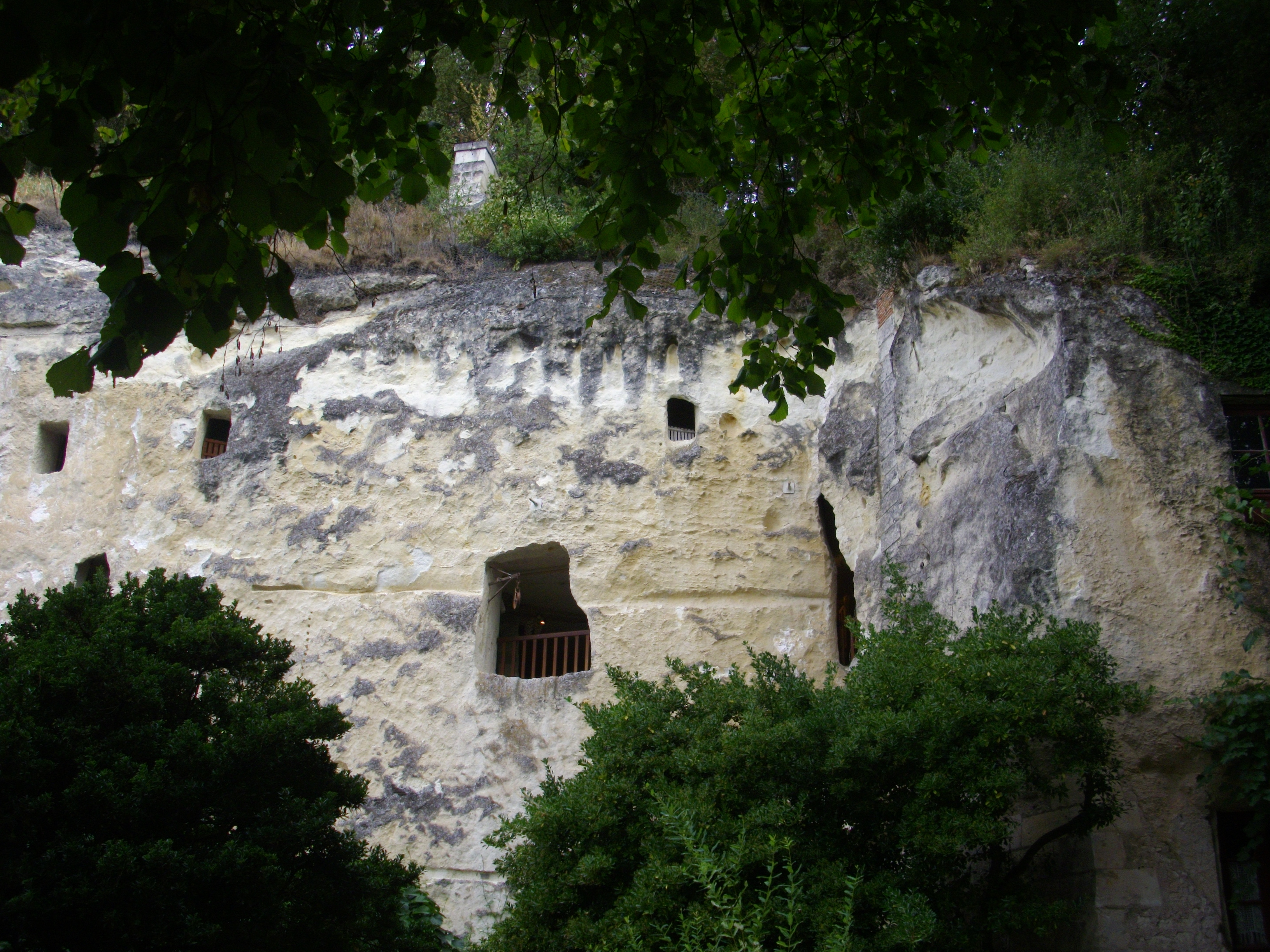
Ehemalige Höhlenwohnungen
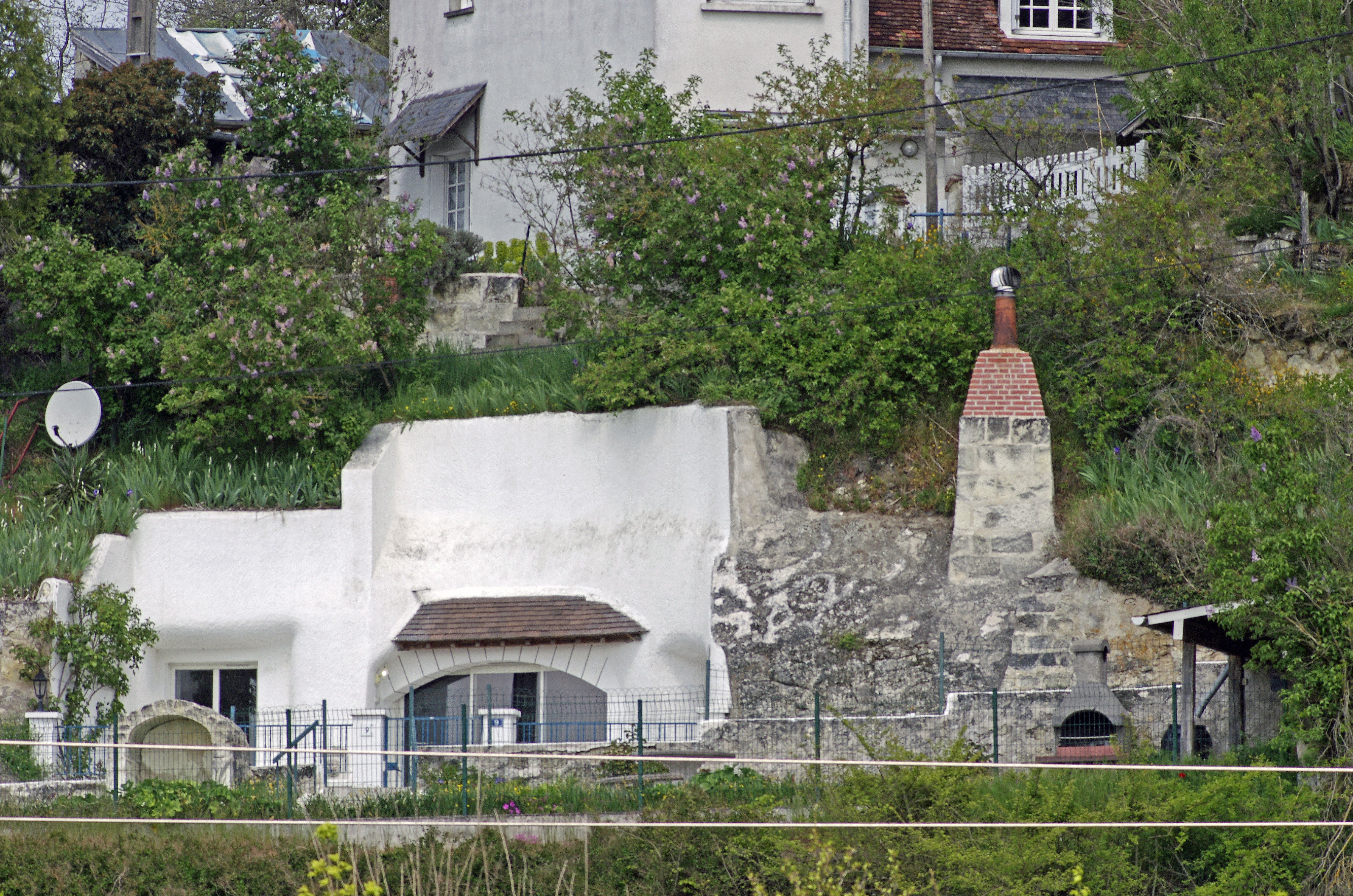
Moderne Höhlenwohnung
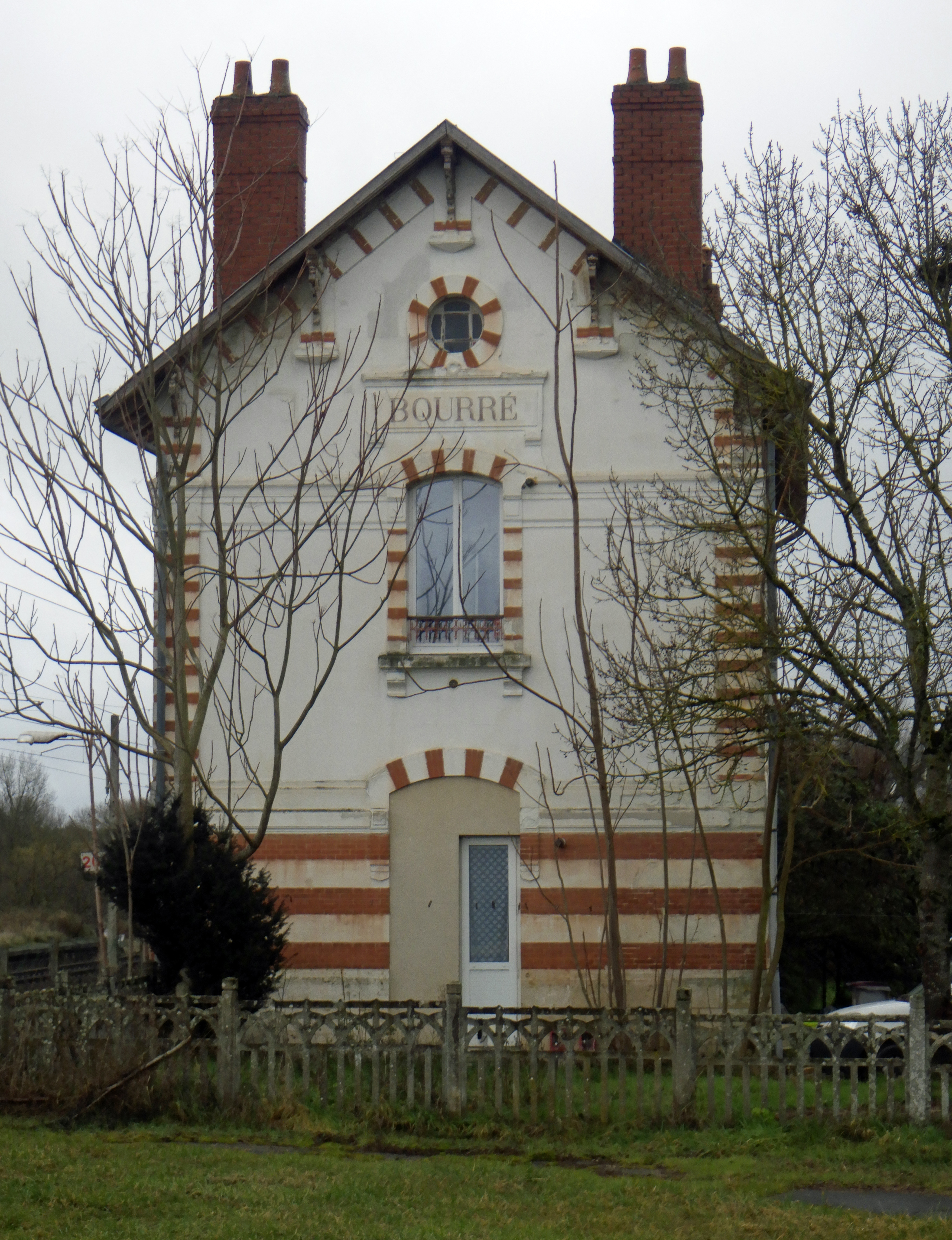
Ehemaliger Bahnhof
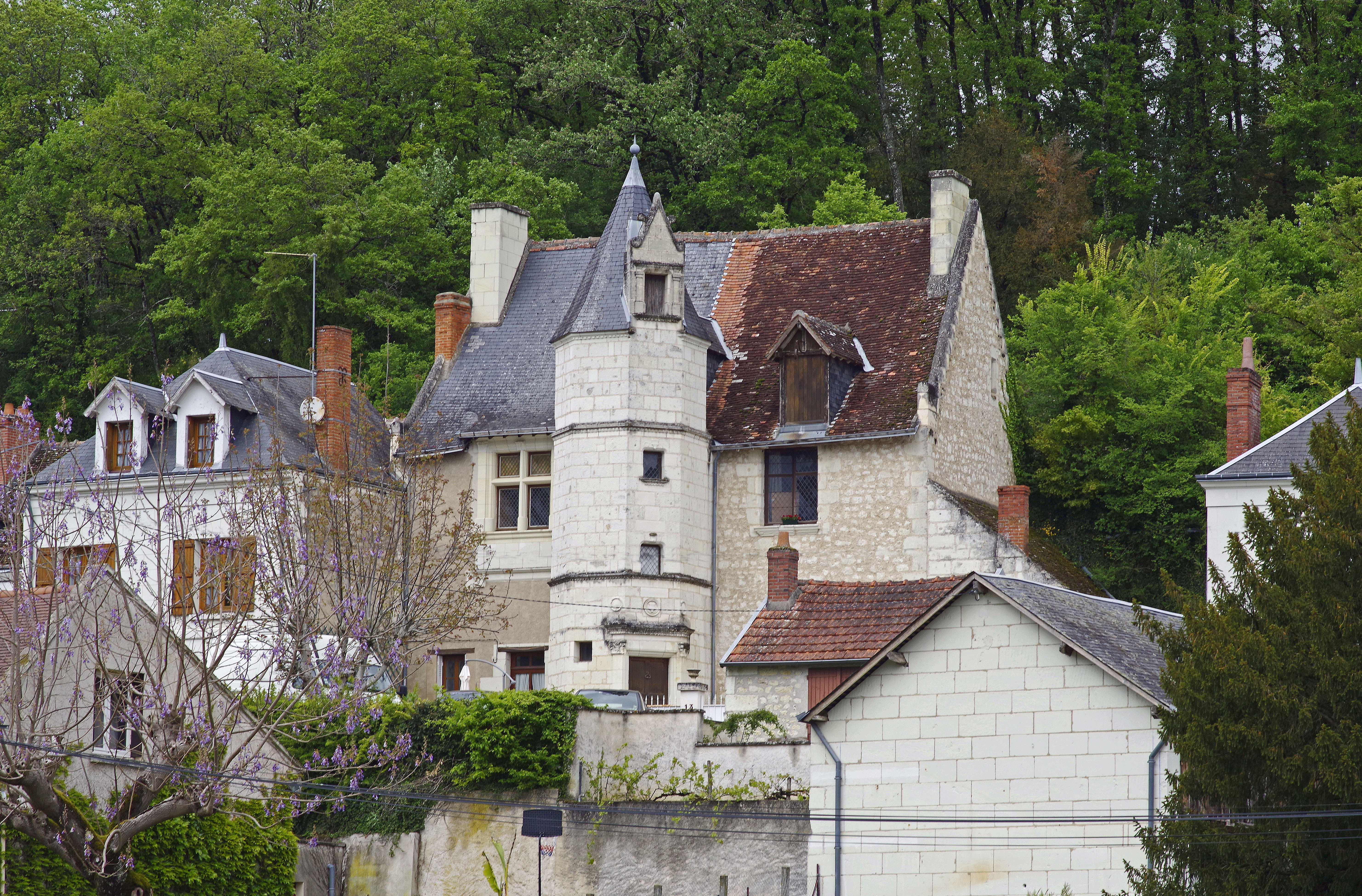
Manoir des Roches, Herrenhaus
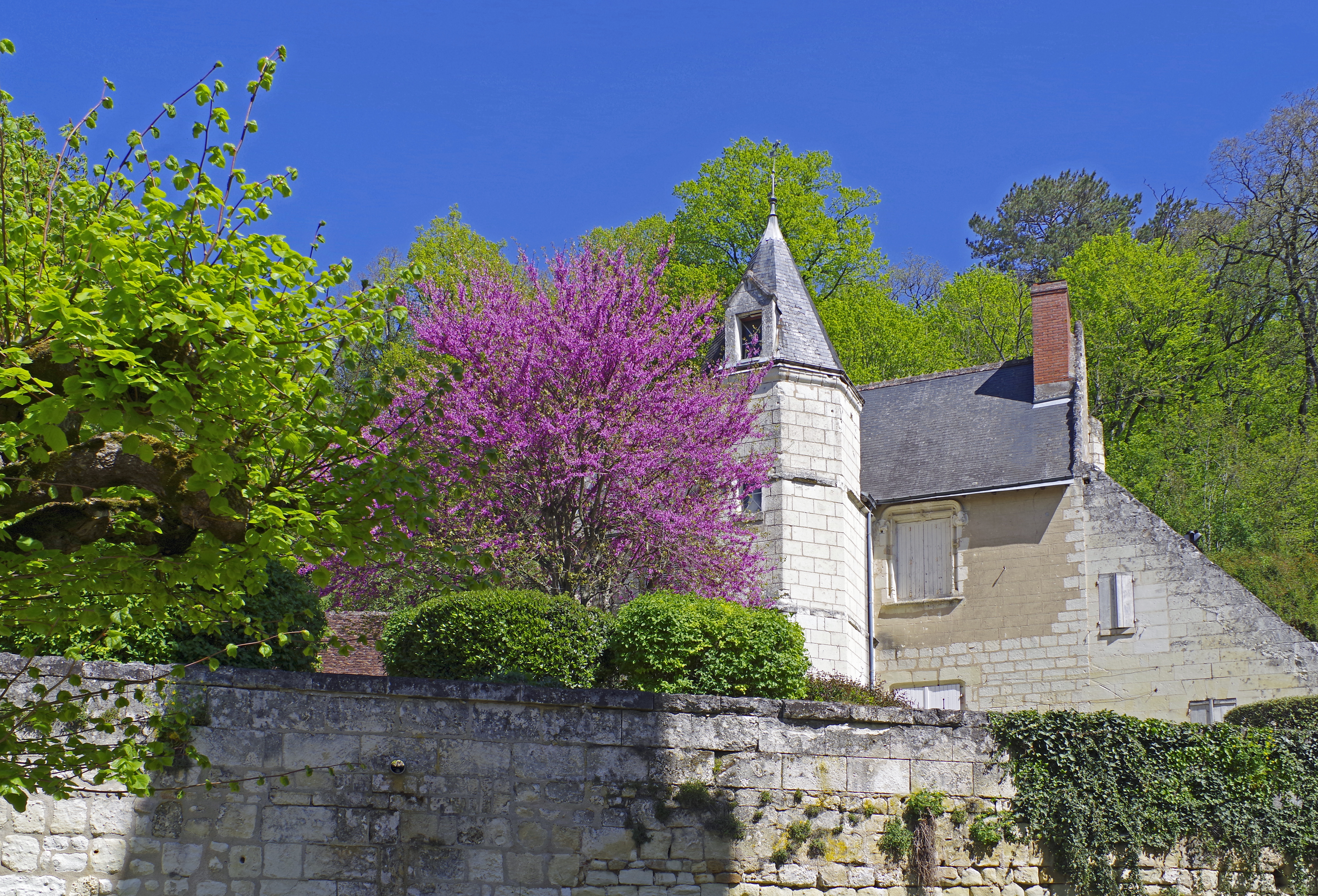
Schloss Coteau
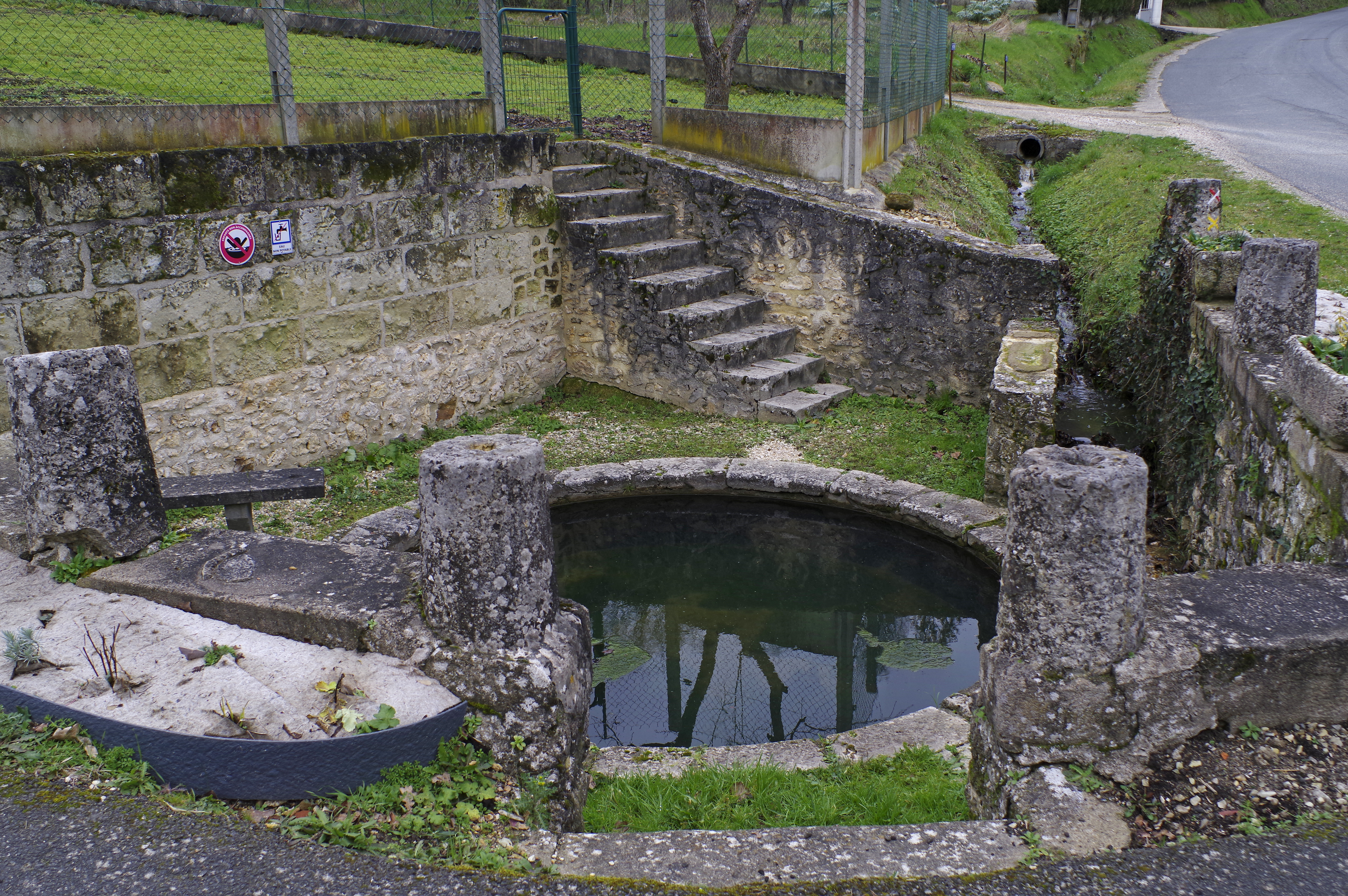
Lavoir
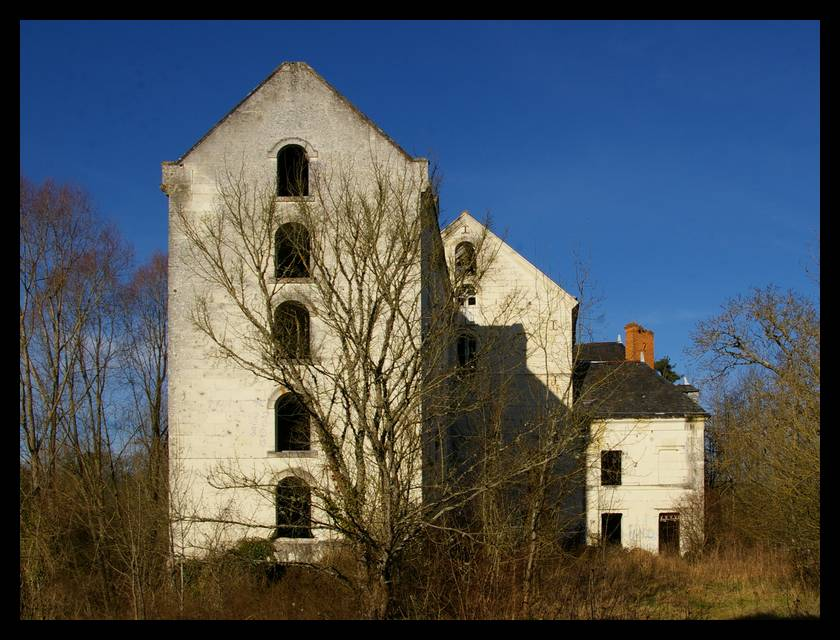
Ehemalige Mühle

- Tuffsteinbrüche

- Kirche Saint-Germain
- Ehemalige Höhlenwohnungen
- Moderne Höhlenwohnung
- Ehemaliger Bahnhof
- Manoir des Roches, Herrenhaus
- Schloss Coteau
- Lavoir
- Ehemalige Mühle